# Kallum Higginbotham
Kallum Michael Higginbotham (Salford, 15 giugno 1989) è un calciatore inglese, attaccante del Bonnyrigg Rose.

## Caratteristiche tecniche
Ala destra, può giocare come prima o seconda punta.

## Carriera
Ha giocato nella prima divisione scozzese.

## Palmarès

### Club

#### Competizioni nazionali
- Scottish Challenge Cup: 1

Falkirk: 2011-2012
- Scottish League Two: 1

Kelty Hearts: 2021-2022